# دان فلين (سياسي)
دان فلين (بالإنجليزية: Dan Flynn)‏ هو سياسي أمريكي، ولد في 21 فبراير 1943. حزبياً، نشط في الحزب الجمهوري. وقد انتخب عضو مجلس نواب تكساس.